# Malin Hultdin
Malin Hultdin (Borlänge, 26 aprile 1979) è un'ex sciatrice alpina svedese.
È sorella di Kristina, a sua volta sciatrice alpina di alto livello.

## Biografia
Originaria di Östersund e attiva in gare FIS dal novembre del 1994, la Hultdin esordì in Coppa Europa il 28 febbraio 1999 a Kiruna in slalom speciale (38ª) e in Coppa del Mondo il 9 dicembre 1999 a Val-d'Isère in slalom gigante, senza completare la prova. Il 16 gennaio 2004 conquistò a Leukerbad in slalom speciale l'unica vittoria, nonché unico podio, in Coppa Europa; in Coppa del Mondo ottenne il miglior piazzamento il 10 marzo 2006 a Levi nella medesima specialità (16ª) e prese per l'ultima volta il via l'11 marzo 2007 a Zwiesel sempre in slalom speciale, senza completare la prova. Si ritirò al termine della stagione 2006-2007, anche se il 1º maggio 2009 prese ancora parte a uno slalom speciale FIS disputato a Funäsdalen e chiuso dalla Hultdin al 6º posto; non prese parte a rassegne olimpiche o iridate.

## Palmarès

### Coppa del Mondo
- Miglior piazzamento in classifica generale: 93ª nel 2006

### Coppa Europa
- Miglior piazzamento in classifica generale: 22ª nel 2004
- 1 podio:
  - 1 vittoria

#### Coppa Europa - vittorie
| Data            | Località  | Paese    | Specialità |
| --------------- | --------- | -------- | ---------- |
| 16 gennaio 2004 | Leukerbad | Svizzera | SL         |

Legenda:

SL = slalom speciale

### Campionati svedesi
- 1 medaglia:
  - 1 bronzo (slalom speciale nel 2007)